# Gunung Teteh
Gunung Teteh är en kulle i Indonesien.   Den ligger i provinsen Aceh, i den västra delen av landet, 1 600 km nordväst om huvudstaden Jakarta. Toppen på Gunung Teteh är 104 meter över havet, eller 80 meter över den omgivande terrängen. Bredden vid basen är 3,5 km.
Terrängen runt Gunung Teteh är huvudsakligen platt.Runt Gunung Teteh är det ganska glesbefolkat, med 47 invånare per kvadratkilometer. Trakten runt Gunung Teteh består till största delen av jordbruksmark.